# Metallata conficita
Metallata conficita là một loài bướm đêm trong họ Erebidae.